# Grinnes
Grinnes of Grinnibus was een Romeinse nederzetting in de provincie Neder-Germanië (Germania Inferior) aan de heerweg van Noviomagus (Nijmegen) naar Lugdunum Batavorum (Katwijk-Brittenburg). Grinnes wordt vermeld in de Historiae van de Romeinse geschiedschrijver Tacitus, en staat ook vermeld op de Peutingerkaart tussen Caspingium (Asperen?) en Ad Duodecimum (Wamel?), en lag waarschijnlijk bij het huidige Rossum/Alem.
De Peutingerkaart geeft naar alle waarschijnlijkheid de situatie weer in de vroege 3e eeuw na Chr., toen er een heerweg liep vanaf Nijmegen, hoofdstad van de civitas Batavorum (het stamgebied der Bataven) naar Forum Hadriani, de hoofdstad van de Cananefaatse civitas, en vandaar naar de meest westelijke nederzetting aan de Rijn, Lugdunum Batavorum. Deze heerweg volgde grotendeels de loop van Waal en Maas, die op de Peutingerkaart als één rivier worden weergegeven met de naam Patabus (een verschrijving van Batavus). Grinnes was een van de pleisterplaatsen langs deze weg, op een afstand van 18 Gallische mijl (ca. 40 km) van Caspingium en 6 (ca. 13 km) vanaf Ad Duodecimum.

## Grinnes en de Bataafse Opstand
Volgens het verslag van Tacitus over de Bataafse Opstand was Grinnes een van de plaatsen die door Julius Civilis werd aangevallen in 70 n. Chr. Tijdens een groot offensief vielen de Bataven tegelijkertijd de legerplaatsen Arenacum (Rindern bij het huidige Kleef), Batavodurum (Nijmegen), Grinnes en Vada (Kessel?) aan. In Grinnes en Vada lagen kampen van hulptroepen infanterie en cavalerie. De aanval op Grinnes werd geleid door Julius Classicus. Het zag er eerst slecht uit voor de Romeinse troepen, maar nadat Cerialis met cavalerie te hulp was gekomen, werden de Bataafse aanvallers richting rivier gedreven. Classicus ontkwam per boot.
Na afloop van de opstand zouden de Romeinen in Grinnes een castellum hebben gebouwd. Hiervoor is echter geen archeologisch bewijs gevonden.

## De locatie van Grinnes
Waar Grinnes lag is niet met zekerheid bekend, maar historici en archeologen plaatsen het over het algemeen bij het huidige Rossum/Alem in de Bommelerwaard. Waarschijnlijk lag daar al vanaf de Late IJzertijd een belangrijke nederzetting, die zich uitstrekte op beide oevers van de Maas.